# E79号線
E79号線（E79ごうせん、英: European route E79）はハンガリーのミシュコルツからルーマニア、 ブルガリアを経由し、ギリシャのテッサロニキを結ぶ、欧州自動車道路のAクラス幹線道路。

## 経路

### 経過する主要都市
- ハンガリー
  - ミシュコルツ
  - デブレツェン
  - Berettyóújfalu
- ルーマニア
  - オラデア
  - Beiuș
  - デヴァ
  - ペトロシャニ
  - トゥルグ・ジウ
  - クラヨーヴァ
  - カラファト（英語版） …
- ブルガリア
  - … ヴィディン
  - ヴラツァ
  - ボテヴグラト（英語版）
  - ソフィア
  - ブラゴエヴグラト
- ギリシャ
  - セレス
  - テッサロニキ